# فيفيان بالاكريشنان
فيفيان بالاكريشنان (مواليد 1961) سياسي ودبلوماسي وطبيب عيون سنغافوري، يشغل منصب وزير الخارجية لجمهورية سنغافورة منذ عام 2015. كان عضوًا في حزب العمل الشعبي السنغافوري الحاكم، وكان عضوًا في البرلمان السنغافوري.

## الحياة الشخصية
وهو متزوج من جوي بالاكريشنان ولهما بنت وثلاثة أبناء.  وديانته المسيحية. 